# Württembergische F 1c
Die Klasse F 1c der Königlich Württembergischen Staats-Eisenbahnen umfasste sechs dreifach gekuppelte Güterzug-Dampflokomotiven, die 1893 von der Maschinenfabrik Esslingen gebaut wurden. 
Auffallend bei diesen Maschinen mit einem Triebwerk der Bauart de Glehn war der Achsstand von fünf Metern. Die vordere und hintere Achse waren zudem mit dem Rahmen und untereinander so verbunden, dass sie sich mittels Klose-Lenkwerk an den jeweils durchfahrenen Kurvenradius anpassten. Die Wahl war auf dieses komplizierte Triebwerk gefallen, weil zu große feste Achhstände den Bogenlauf erschweren und zu hohem Verschleiß führen, kurze Achsstände aber keine hohen Geschwindigkeiten zulassen und die fünffach gekuppelte Klasse G seit 1892 erfolgreich im Einsatz war.
Die Lokomotiven hatten Kessel der Bauart Belpaire, der Rost war aus drei Feldern aufgebaut. 
Die Maße der Zylinder entsprachen denen der Klasse Fc, der Raddurchmesser betrug 1380 mm und der Kesseldruck 14 bar. Die Höchstgeschwindigkeit war auf 60 km/h festgelegt worden und damit deutlich höher als die der Klassen F 2 und Fc.
Eine ähnliche Bauart mit einfacher Dampfdehnung wurde als Klasse F 1 eingeordnet. Trotz guter Laufeigenschaften wurden die Klose-Bauarten wegen hoher Unterhaltungskosten nicht weiterbeschafft, stattdessen wurden ab 1896 wieder Lokomotiven der Klasse Fc gebaut.
Drei Exemplare sollten noch durch die Reichsbahn übernommen werden, zwei sollten die Nummern 53 8451 und 53 8452 erhalten. Über die Nummer der dritten Maschine ist nichts bekannt. Sie sind aber vor 1925 ausgemustert worden.
Die Fahrzeuge besaßen Schlepptender der Bauart 2 T.